# Rugby Alberta
 Rugby Alberta  ou fédération de rugby à XV d'Alberta, est une fédération de rugby à XV canadienne. 
Elle administre la pratique du rugby à XV dans l'Alberta, province du Canada. Rugby Alberta est formé de 2 comités (Edmonton Rugby Union et Calgary Rugby Union). Les premières compétitions se sont déroulées au printemps 1958 dans lesquelles ont participé les équipes du Edmonton Rugby Club (Pirates), du Calgary Barbarians Rugger Club, du Edmonton Wanderers Rugby Club et du Penhold R.C.A.F. Rugby Football Club. En 1966 naît la première équipe provinciale qui dispute un match contre la British Columbia Rugby Union. L'Alberta Cup, ou 1st Division Interlock League, championnat interligue, représente le niveau le plus élevé du rugby dans l'Alberta, complétée par la Labatt's Cup ou Division One Men, la Lor-Ann Cup ou Division Two Men et la Digby Dinnie Cup ou Division Three Men. 
Par ailleurs, l'Edmonton Rugby Union (ERU) organise la Northern AB Division One Men's ou Ken Ann Cup, la Northern AB Division Two Men's, ou J.W. Shaw Cup et la Northern AB Division Three Men's, ou Visser Cup. De son côté, la Calgary Rugby Union (CRU) supervise la Men's Second Division ou H.H. Rickett Cup et la Men's Third Division ou Stan Walsh Cup.

## Liste des clubs masculins

### Alberta Cup
| - St Albert RFC - Date de création : 1981 - Ville : St Albert - Calgary Canadian Irish AC - Date de création : - Ville : Calgary - Calgary Hornets RC - Date de création : 1967 - Ville : Calgary - Nor'Westers AC - Date de création : 1974 - Ville : Edmonton | - Edmonton Clansmen RFC - Date de création : 1967 - Ville : Edmonton - Strathcona Druids RFC - Date de création : 1960 - Ville : Edmonton - Canucks RC - Date de création : 1970 - Ville : Calgary - Calgary Saints RC - Date de création : - Ville : Calgary |

### Lor-Ann Cup

#### Northern AB Division Two Men's
| - L.A. Crude (Leduc) RFC - Date de création : 1980 - Ville : Leduc - Edmonton Clansmen RFC A - Date de création : 1967 - Ville : Edmonton - Fort McMurray Knights RFC - Date de création : 1974 - Ville : Fort McMurray - Nor'Westers AC A - Date de création : 1974 - Ville : Edmonton | - Leprechaun Tiger RFC - Date de création : 1958 - Ville : Edmonton - Grande Prairie RFC (Centaurs) - Date de création : 1982 - Ville : Grande Prairie - Edmonton RFC (Pirates) - Date de création : 1953 - Ville : Edmonton |

#### Men's Second Division
| - Calgary Rams Rugby - Date de création : - Ville : Calgary - Lethbridge RC - Date de création : - Ville : Lethbridge - Red Deer Titans RFC - Date de création : - Ville : Red Deer - Bow Valley RC - Date de création : - Ville : Cochrane - Calgary Hornets RC A - Date de création : - Ville : Calgary - Foothills Lions RFC - Date de création : - Ville : Okotoks | - Airdrie Highlanders - Date de création : - Ville : Airdrie - Calgary Canadian Irish A.C. A - Date de création : - Ville : Calgary - Canucks RC A - Date de création : - Ville : Calgary - Calgary Saints RC A - Date de création : - Ville : Calgary - Calgary Saracens RC - Date de création : - Ville : Calgary |

## Palmarès du championnat interligueAlberta Cup
| Saison    | Vainqueur             | Score       | Finaliste          |
| --------- | --------------------- | ----------- | ------------------ |
| 1968-1969 | Strathcona Druids RFC | Round-robin | -                  |
| ...       | -                     | -           | -                  |
| 2010      | Calgary Hornets RC    | Round-robin | -                  |
| 2011      | Calgary Hornets RC    | Round-robin | -                  |
| 2012      | Calgary Hornets RC    | Round-robin | -                  |
| 2013      | Calgary Hornets RC    | Round-robin | -                  |
| 2014      | St Albert RFC         | Round-robin | Calgary Hornets RC |
| 2015      | -                     | Round-robin | -                  |
| 2016      | Calgary Hornets RC    | Round-robin | St Albert RFC      |
| 2017      | -                     | Round-robin | -                  |

## Palmarès de laLabatt's Cup
| Saison    | Vainqueur          | Score   | Finaliste          |
| --------- | ------------------ | ------- | ------------------ |
| 1962-1963 | Calgary Rams Rugby | -       | -                  |
| ...       | -                  | -       | -                  |
| 2011      | Calgary Hornets RC | -       | -                  |
| 2012      | Calgary Hornets RC | -       | -                  |
| 2013      | Calgary Hornets RC | 47 - 10 | St Albert RFC      |
| 2014      | St Albert RFC      | 39 - 5  | Calgary Hornets RC |
| 2015      | St Albert RFC      | 40 - 12 | Calgary Saints     |
| 2016      | St Albert RFC      | 25 - 20 | Calgary Hornets RC |
| 2017      | -                  | -       | -                  |

## Palmarès de laLorr-Ann Cup
| Saison | Vainqueur                 | Score | Finaliste |
| ------ | ------------------------- | ----- | --------- |
| 1968   | Strathcona Druids RFC     | -     | -         |
| ...    | -                         | -     | -         |
| 2011   | Calgary Canadian Irish AC | -     | -         |
| 2012   | Grande Prairie RFC        | -     | -         |
| 2013   | Nor'Westers AC            | -     | -         |
| 2014   | Leduc Crude RFC           | -     | -         |
| 2015   | -                         | -     | -         |
| 2016   | Leprechaun Tigers         | -     | -         |
| 2017   | -                         | -     | -         |

## Palmarès de laDigby Dinnie Cup
| Saison | Vainqueur             | Score | Finaliste |
| ------ | --------------------- | ----- | --------- |
| 1983   | Edmonton Clansmen RFC | -     | -         |
| ...    | -                     | -     | -         |
| 2011   | Grande Prairie RFC    | -     | -         |
| 2012   | Canucks Rugby Club    | -     | -         |
| 2013   | Canucks Rugby Club    | -     | -         |
| 2014   | Canucks Rugby Club    | -     | -         |
| 2015   | -                     | -     | -         |
| 2016   | Red Deer Titans       | -     | -         |
| 2017   | -                     | -     | -         |